# Galactic Adventures
Galactic Adventures est un jeu vidéo de rôle créé par Tom Reamy et publié par Strategic Simulations dans la gamme RapidFire en 1983 sur Apple II, puis porté en 1984 sur Atari 8-bit. Le jeu fait suite à Galactic Gladiators, un wargame tactique futuriste publié en 1982. Comme ce dernier, il se déroule au XXVIIIe siècle dans un univers de science-fiction où l’humanité coexiste dans la galaxie avec plusieurs races d’extraterrestres. Contrairement à son prédécesseur, Galactic Adventures est en revanche un jeu de rôle dans lequel le personnage qu’incarne le joueur doit recruter une équipe qu’il peut ensuite équiper et entrainer afin d’accomplir différents types de missions, sur des planètes ou dans l’espace. Le jeu reprend néanmoins le système de combat tactique de son prédécesseur afin de simuler les affrontements. Comme Galactic Gladiators, le jeu est développé par Tom Reamy qui se charge seul de le concevoir, de le programmer en Basic et en assembleur, de dessiner ses graphismes et d’écrire le manuel du jeu. À sa sortie, il est très bien accueilli par la presse spécialisée, qui salue notamment son système de combat, son univers vaste et ouvert et la quasi-infinité de variantes qu’il propose. Il est ainsi décrit comme un excellent jeu, voir un classique du genre, et il est notamment élu meilleur jeu de l’année par le magazine Family Computing qui estime qu’il surpasse même les Wizardry ou les Ultima.

## Trame
Galactic Adventures se déroule au XXVIIIe siècle dans le même univers de science-fiction que Galactic Gladiators.

## Système de jeu
Galactic Adventures  est un jeu vidéo de rôle de science-fiction. Le joueur y incarne un aventurier, appartenant à une des espèces introduites dans Galactic Gladiators, et tente d’obtenir le titre d’Aventurier Indépendant. Au début d'une partie, le joueur commence par choisir l’espèce de son personnage parmi les quinze proposées dans le jeu, dont les Koraci, les Gorsai, les Dulbian, les Zorcon et les humains. Chacune dispose de caractéristiques spécifiques et est caractérisé, de la même manière que dans Galactic Gladiators, par sa force, sa dextérité, son endurance et sa vitesse. Dans un deuxième temps, le joueur définit les compétences de son personnage en matière d'armement, de pilotage, de médecine, d'ingénierie ou de logique,. Le joueur dispose ensuite de 30 000 unités de la monnaie du jeu pour pouvoir s’acheter des armes et des outils au marché ou dans une armurerie. Les armes et les armures sont globalement les mêmes que celles disponibles dans Galactic Gladiators a l’exception de quelques nouveautés, comme un phaser qui permet de tirer cinq coup avant d’avoir besoin d’être rechargé, ou une armure qui offre la protection d’une armure lourde sans pénalité sur la vitesse. Une fois son personnage équipé, il peut se rendre dans la rue afin notamment d'y recruter une bande d'aventuriers. Le joueur peut  ensuite entraîner son équipe en affrontant d'autres groupes d'extraterrestres ou en accomplissant différentes travaux pour des créatures rencontrées dans la rue. La capacité du personnage à réussir son travail dépend de sa compétence dans le domaine de celui-ci, mais aussi de l’intelligence et de la chance du joueur. Certains nécessitent de plus des outils spécifiques. Après avoir été recruté, le joueur dispose de deux moyens d’accomplir sa tâche : la première est de jouer à un mini-jeu, une sorte de Mastermind, dans lequel il doit deviner une combinaison constituée de cinq membres des sept espèces du jeu. Si le personnage est plus compétent que nécessaire pour ce travail, le joueur dispose de chance supplémentaire pour trouver la combinaison. La seconde solution et de laisser l’ordinateur déterminer automatiquement si le personnage réussit ou non son travail. De leur côté, les combats sont résolus de la même manière que dans Galactic Gladiators.
Lorsque le joueur a accumulé suffisamment d’argent et amélioré sa compétence en pilotage, il peut envisager d’acheter un vaisseau spatial afin de gagner de l’argent plus rapidement grâce au transport de marchandises ou de passagers à travers la galaxie. Ces voyages peuvent cependant se révéler dangereux car le vaisseau peut être attaqué par des pirates et les passagers peuvent se mutiner. En progressant dans le jeu, le joueur peut ensuite rejoindre une guilde, comme la Patrouille Spatiale, l’Agence ou la Guilde des Aventuriers. Ces dernières confient des missions au joueur, incluant des combats interstellaires et des affrontements contres des aliens, qui se révèle risquées mais lucrative,.

## Développement et publication
Comme  Galactic Gladiators, Galactic Adventures est développé par Tom Reamy qui se charge seul de le concevoir, de le programmer, de dessiner ses graphismes et d’écrire le manuel du jeu. Pour le tester, il est en revanche aidé par des amis et par le personnel de Strategic Simulations, qui lui suggèrent des améliorations. Le jeu est programmé en Basic et en assembleur,. Il est publié par Strategic Simulations dans la gamme RapidFire sur Apple II en 1983 puis sur Atari 8-bit début 1984,.

## Accueil
Pour le journaliste David Long du magazine Computer Gaming World, Strategic Simulations a fait un « excellent travail » pour cette suite. Il note en particulier que contrairement à la plupart des jeux vidéo de rôle, dont la résolution des combats est plutôt abstraite,  Galactic Adventures dispose d’un véritable système de combat. Plus globalement, il juge que pour les joueurs ayant appréciés Galactic Gladiators, sa suite est « absolument indispensable », et que les autres se régaleront de son « excellent système de jeu ». De son côté, Brian J. Murphy du magazine Creative Computing salue la capacité du jeu à proposer en permanence de nouvelles expériences ainsi que la place qu’il laisse à l’imagination du joueur. Il juge ainsi que si son univers rappel les romans de science-fiction de Larry Niven et de Fred Saberhagen, c’est l’imagination du joueur qui a le plus d’influence sur le jeu. Il explique en effet que, contrairement à la plupart des jeux vidéo de rôle, il ne propose pas d’autres buts que de rester en vie et que le joueur doit donc se fixer lui-même ses objectifs. Il estime donc que Galactic Adventures n’est, finalement, que « ce que le joueur décide d’en faire » et qu’avec de l’imagination, il se révèle « fascinant ». Les journalistes de Softalk saluent le jeu pour sa dimension et sa complexité « ambitieuse » et le considère comme étant déjà presque un « classique ». Ils jugent que sa dimension est l’aspect le plus marquant du jeu, avec son univers très vaste et ses nombreuses missions, mais estiment que c’est également son principal point faible. Ils notent en effet qu’à cause de sa taille et du langage utiliser pour le programmer, le Basic, il se révèle parfois terriblement lent. D’après eux, terminer une unique mission peu ainsi nécessiter une heure, sans qu’il ne soit possible de mettre le jeu en pause ou de sauvegarder autrement qu’entre deux missions. Ils jugent donc que pour en profiter pleinement, le joueur doit donc y consacrer de longue cession de jeu. Ils mettent également en avant les faiblesses de sa documentation qui, d’après eux, n’est pas aussi détaillé et compréhensible que celle des autres jeux publiés par Strategic Simulations. Malgré ces défaut, ils le considèrent comme un « excellent jeu » et comme un des programmes les plus « palpitant » de l’année grâce, entre autres, à son côté très ouvert et à la quasi-infinité de variantes qu’il propose. Ils jugent finalement que le jeu pourrait être meilleur mais seulement en termes de mécanismes, pas de conception. 
Dans une critique publié en 1985, le journaliste Steve Panak d’Analog Computing note également que le jeu possède quelques faiblesse, notamment concernant son système de combat, difficile à prendre en main, et ses graphismes qui, d’après lui, ne sont pas à l’état de l’art. Il rappelle cependant que le jeu est une simulation, qu’il n’est pas destiné au fan de jeux d’action et que les graphismes n’ont donc que peu d’importance. Pour lui, le principal intérêt du jeu est en effet la réflexion qu’il implique, et pas ce qui est affiché à l’écran. Dans ce domaine, il juge le jeu « incroyablement complexe » et « suffisamment riche pour occuper pendant plusieurs décennies » même les joueurs expérimentés.
Le jeu a notamment été élu meilleur jeu de l’année 1985, à égalité avec Colonial Conquest, par le magazine Family Computing. James Delson, l’auteur du classement, le considère en effet comme le jeu vidéo de rôle « le plus impliquant et le plus divertissant » à ce jour et estime qu’il  surpasse même les Wizardry ou les Ultima.